# Keith Jarrett
Keith Jarrett (Allentown, 8 de maio de 1945) é um compositor e pianista estadunidense. As suas técnicas de improvisação conjugam o jazz a outros generos e estilos, como a música erudita, o blues, o gospel e outros.

## Solos em piano
- Facing You (1972) Album de estreia a solo, gravado em 1971.
- Solo Concerts: Bremen/Lausanne (1973), gravado ao vivo  e realizado originalmente num conjunto de três discos LP.
- The Köln Concert (1975), um dos álbuns mais vendidos de jazz de todos os tempos.
- Staircase (1977) gravado em 1976.
- Sun Bear Concerts (1978), cinco gravações ao vivo integrais, de apresentações no Japão em 1976, lançadas originalmente numa coleção de dez LPs.
- G.I. Gurdjieff: Sacred Hymns (1980).
- The Moth and the Flame (1981) gravado em 1979.
- Concerts (Bregenz/München) (1982) gravado ao vivo em 1981.
- Dark Intervals (1988) gravado ao vivo em 1987.
- Paris Concert (1990) gravado ao vivo em 1988.
- Vienna Concert (1992), o qual Jarrett disse ser a sua melhor gravação. Gravado em 1991.
- La Scala (1997) gravado em 1995.
- The Melody at Night, with You (1999) gravado em 1998.
- Radiance (2005) gravado ao vivo em 2002.
- The Carnegie Hall Concert (2006) gravado ao vivo em 2005.
- Paris / London: Testament (2009) gravado ao vivo em 2008.
- Rio (2011) gravado ao vivo.
- Creation (2015) gravado ao vivo em 2014.
- A Multitude of Angels (2016) Album gravado ao vivo em 2006, em quatro cidades italianas (Modena, Ferrara,Turim e Génova).
- La Fenice (2018) gravado ao vivo em 2006.
- Munich 2016 (2019) gravado ao vivo em 2016.
- Budapest Concert (2020) gravado ao vivo em 2016.

## First trio + American Quartet
- Life Between the Exit Signs (1968), gravado em 1967 - Vortex Records.
- Somewhere Before (1969), gravado em 1968 - Vortex Records.
- The Mourning of a Star (1971) - Atlantic.
- Birth (1972), gravado em 1971 - Atlantic.
- Expectations (1972) - Columbia.
- Fort Yawuh (1973) - Impulse!
- Treasure Island (1974) - Impulse!
- El Juicio (The Judgement) (1975), gravado em 1971 - Atlantic.
- Death and the Flower (1975), gravado em 1974 - Impulse!
- Back Hand (1975 ?), gravado em 1974 - Impulse!
- Mysteries (1976), gravado em 1975 - Impulse!
- Shades (1976), gravado em 1975 - Impulse!
- The Survivors' Suite (1977), gravado em 1976 - ECM Records.
- Byablue (1977), gravado em 1976 - Impulse!
- Bop-Be 1978), gravado em 1976 -  Impulse!
- Eyes of the Heart (1979), gravado ao vivo em Bregenz, em 1976 - ECM Records
- Hamburg '72 (2014), gravado ao vivo em Hamburgo, 1972 - ECM Records

## European Quartet
- Belonging (1974).
- My Song (1978), gravado em 1977.
- Nude Ants (1980), gravado ao vivo em diferentes datas, no Village Vanguard, Nova Iorque, em 1979.
- Personal Mountains (1989), gravado ao vivo no Japão em 1979.
- Sleeper (2012), gravado ao vivo no Japão em 1979.

## The Standards Trio
- Changes (janeiro 1983; de estúdio)
- Standards, Vol. 1 (janeiro de 1983; de estúdio)
- Standards, Vol. 2 (janeiro de 1983; de estúdio)
- Standards Live (julho de 1985; ao vivo)
- Still Live (julho de 1986; ao vivo)

## Outros trabalhos
Jarrett também toca cravo, clavicórdio, órgão, saxofone soprano, bateria e outros instrumentos musicais.
Ele tocava saxofone e percussão no American Quartet, embora as suas gravações após a separação do grupo raramente tenham apresentado outros instrumentos. Nos últimos vinte anos, a maioria das suas gravações têm sido com piano acústico. Ele diz estar arrependido por ter escolhido abandonar outros instrumentos, em particular o saxofone. Em alguns dos seus muitos álbuns anteriores, demonstrou a sua versatilidade com instrumentos.
Existem diversas compilações e coleções cobrindo vários aspectos da carreira de Jarrett:
- Foundations, uma compilação de 2 CD's de seus primeiros trabalhos, do grupo The Jazz Messengers e Charles Lloyd até o trio com Haden and Motian
- The Impulse Years, 1973-1974, que abrange os álbuns Fort Yawuh, Treasure Island, Death and the Flower e Backhand, incluindo faixas que não foram para os álbuns.
- Mysteries: The Impulse Years, 1975-1976, que abrange álbuns Shades, Mysteries, Byablue and Bop-Be, incluindo faixas que não foram para os álbuns.
- Silence (1977), um CD de relançamento dos álbuns Byablue and Bop-Be, com três faixas omitidas para os álbuns poderem caber em um único CD
- Works, uma compilação de seu trabalho na gravadora ECM, cobrindo os anos de 1972-1981.
- rarum - Selected Recordings, uma compilação de dois CD's de seu trabalho na gravadora ECM, com as faixas sendo escolhidas por Jarrett, que pretendia destacar aspectos de seus trabalhos na ECM (Spirits, Book of Ways, as improvisações com órgão) que ele sentia terem sido negligenciadas, assim como seu trabalho mais conhecido com o quarteto europeu, o trio padrão, e solo.

Após parar de tocar com Miles Davis, Jarrett raramente trabalhou como músico convidado, mas apareceu em alguns álbuns de outros músicos, tais como:
- Paul Motian: Conception Vessel (1972)
- Airto Moreira: Free (1972)
- Freddie Hubbard: Sky Dive (1972)
- Kenny Wheeler: Gnu High (1975)
- Charlie Haden: Closeness (1976)
- Scott Jarrett: Without Rhyme or Reason

Em 15 de abril de 1978, Jarrett foi o músico convidado do programa norte-americano Saturday Night Live. A sua música também apareceu noutros programas, incluindo a série Família Soprano.